# 格特维尔
格特维尔（法語：Gueutteville，法語發音：[ɡøtvil]）是法国滨海塞纳省的一个市镇，属于迪耶普区。

## 地理
格特维尔（49°38'58"N, 1°0'17"E）面积2.99 平方千米，位于法国诺曼底大区滨海塞纳省，该省份为法国北部沿海省份，其西部及北部濒大西洋英吉利海峡，东起顺时针与索姆省、瓦兹省、厄尔省和卡爾瓦多斯省接壤。
与格特维尔接壤的市镇（或旧市镇、城区）包括：博托、贝尔特里蒙、科地区于格勒维尔、圣旺迪布勒伊、瓦尔讷维尔-布雷特维尔。
格特维尔的时区为UTC+01:00、UTC+02:00（夏令时）。

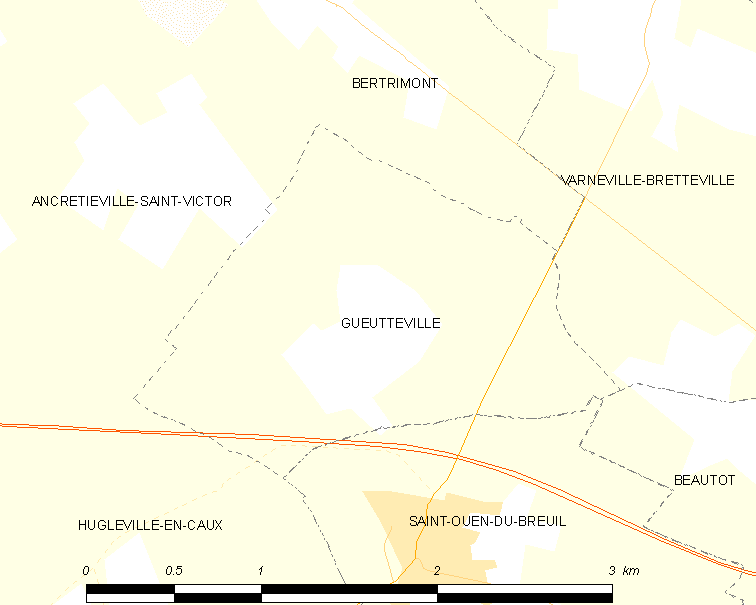
格特维尔的OSM定位图

## 行政
格特维尔的邮政编码为76890，INSEE市镇编码为76335。

## 政治
格特维尔所属的省级选区为吕讷赖县。

## 人口

1962-2008年间格特维尔人口变化图示

格特维尔于2022年1月1日时的人口数量为80人。